# Saint-Genis-Laval
Saint-Genis-Laval è un comune francese di 20 632 abitanti situato nella metropoli di Lione della regione Alvernia-Rodano-Alpi.

## Società

### Evoluzione demografica
Abitanti censiti